# Nick Kay
 (septembre 2023).
Si vous disposez d'ouvrages ou d'articles de référence ou si vous connaissez des sites web de qualité traitant du thème abordé ici, merci de compléter l'article en donnant les références utiles à sa vérifiabilité et en les liant à la section « Notes et références ».
Pour les articles homonymes, voir Kay.
Nick Kay, né le 3 août 1992 à Tamworth, est un joueur australien de basket-ball. Il a remporté la médaille de bronze du tournoi masculin aux Jeux olympiques d'été de 2020 à Tokyo.